# Иоанн (Шомахия)
Епи́скоп Иоа́нн (груз. ეპისკოპოსი იოანე, в миру Никола́й Фоми́ч Шомахия, груз. ნიკოლოზ თამაზის ძე შომახია; 13 июля 1971, Тбилиси) — епископ Грузинской православной церкви, епископ Гардабанский и Марткопский.

## Биография
В 1988 году он окончил тбилисскую среднюю школу № 100. В 1989—1995 годах учился в Грузинском техническом университете по специальности электромеханика-автоматика. Ему была присвоена квалификация инженера-механика.
В 2006 году поступил послушником в монастыре святителя Николая в селе Ачхоти (Степанцминдская епархия), где 15 марта 2008 года епископом Степанцминдским и Хевским Иегудиилом (Табатадзе) был пострижен в монашество с наречением имени Иоанн в честь апостола Иоанна Богослова. 22 июня 2008 года тем же епископом был рукоположён в сан иеродиакона.
16 июля 2010 года в церкви Святой Троицы в Гергети каталикосом-патриархом всея Грузии Илиёй II был рукоположён в сан иеромонаха.
В октябре того же года переведён в клир Мцхетско-Тбилисской епархии и присоединился к монашескому братству двенадцати апостолов в Светицховели.
18 июля 2011 года он был назначен настоятелем монастыря Святой Нино в Поке.
11 октября 2013 года решением Священного синода был избран епископом Агаракским и Цалкским. 1 декабря в кафедральном соборе Светицховели католикос-патриарх всея Грузии Илия II возглавил его епископскую хиротонию.
12 января 2015 года решением Священного синода Грузинкой православной церкви назначен епископом Гардабанским и Марткопским.